# Patrick Poivey
Patrick Poivey est un acteur et directeur artistique français, né le 18 février 1948 à Clichy et mort le 16 juin 2020 à Chaville.
Très actif dans le doublage, il est notamment connu pour avoir été la voix française régulière de Bruce Willis, Kyle MacLachlan, Don Johnson, Gary Cole et Peter Stormare, et la première voix récurrente de Tom Cruise et de Mickey Rourke à leurs débuts.
Il prête sa voix à Dardondakal dans le film d'animation Dofus, livre 1 : Julith ainsi qu'à Cutter Slade dans le jeu vidéo Outcast et son remake.

## Biographie

### Jeunesse et formation
Patrick Claude Poivey naît le 18 février 1948 à Clichy. Il obtient un Bac scientifique et poursuit dans un premier temps des études de médecine avant de se tourner vers la comédie. Après quelques mois passés au cours Simon, il s'inscrit au concours du Conservatoire qu'il réussit.

### Carrière
Jeune comédien, il joue dans des pièces de théâtre, avant de découvrir, grâce à l'acteur Paul Meurisse, l'exercice de la post-synchronisation ou doublage au début des années 1970.
Doté d'un timbre vocal immédiatement identifiable, il prête sa voix à quelques jeunes premiers de Hollywood au cinéma et à la télévision dans les années 1980-1990 : Don Johnson (Deux Flics à Miami, Nash Bridges), Emilio Estevez (Young Guns), Kyle MacLachlan (Twin Peaks, Sex and the City, Desperate Housewives), Mickey Rourke mais aussi Kevin Costner et Kenneth Branagh.
Il double Tom Cruise dans certains de ses films les plus populaires (La Couleur de l'argent, Top Gun, La Firme, Mission impossible, Rain Man), mais il est surtout connu pour être la voix de Bruce Willis depuis les débuts de l'acteur à la télévision dans Clair de lune,.
Il a également participé à de nombreux documentaires, publicités et habillages radios en tant que voix off, notamment pour les radios Rire et Chansons et Alouette.
En 1994, il s'engage activement dans le mouvement de grève des acteurs de doublage afin de faire valoir leurs droits sur les diffusions de leur travail au cinéma et à la télévision.

### Vie privée
Il a été marié à la comédienne Séverine Morisot.

### Mort
Patrick Poivey meurt le 16 juin 2020 à Chaville à l'âge de 72 ans,,, des suites d'un accident vasculaire cérébral. Il est enterré au cimetière communal.

## Théâtre
- 1972 : Le Directeur de l'Opéra de Jean Anouilh, mise en scène de l'auteur et Roland Piétri, Comédie des Champs-Élysées
- 1974 : Et à la fin était le bang de René de Obaldia, mise en scène Pierre Franck, théâtre de l'Atelier
- 1975 : Un tramway nommé Désir de Tennessee Williams, mise en scène Michel Fagadau, théâtre de l'Atelier
- 1984 : Rendez-vous dans le square de Michel Bedetti, mise en scène Pierre Vielhescaze, théâtre de Hauts-de-Seine

## Filmographie

### Cinéma

#### Longs métrages
- 1980 : Loulou de Maurice Pialat : Philippe
- 1982 : Nestor Burma, détective de choc de Jean-Luc Miesch : le Road
- 1984 : Train d'Enfer de Roger Hanin
- 1984 : L'Addition de Denis Amar : Un gardien de prison
- 1985 : Spécial Police de Michel Vianey : le médecin-légiste
- 1987 : Flag de Jacques Santi : Rouvier
- 1994 : Lumière noire de Med Hondo : Yves Guyot
- 1998 : Watani, un monde sans mal : Patrick Clément
- 2008 : Les Dents de la nuit de Stéphane Cafiero et Vincent Lobelle : le narrateur
- 2015 : Le Jour de la comète de Cédric Hachard, Hervé Freiburger et Sébastien Milhou : Maurice Latino[10]

#### Courts métrages
- 1997 : Le Silencieux de Fabrice Rendé
- 2004 : Alex au pays des merveilles de Luis Inacio
- 2008 : Tout compte fait de Eric Rebut
- 2010 : Le Temps des Bouquets de Sylvain Nawrocki
- 2013 : Le Ballon de rouge de Sylvain Bressollette : le barman
- 2013 : Being Homer Simpson d'Arnaud Demanche : lui-même
- 2014 : À consommer avant fin de Nicolas Fogliarini, coécrit par Christophe Martinolli : François Berne

### Télévision

#### Téléfilms
- 1981 : Le Mystère de Saint-Chorlu de Claude Vajda : le cafetier
- 1982 : L'Apprentissage de la ville de Caroline Huppert : Jagut
- 1982 : Malesherbes, avocat du roi  d'Yves-André Hubert
- 1983 : Trois morts à zéro de Jacques Renard : le publicitaire
- 1984 : Les Ferrailleurs des Lilas de Jean-Paul Sassy : le commissaire
- 1984 : Les Timides Aventures d'un laveur de carreaux de Jean Brard : Dédé

#### Séries télévisées
- 1980 : L'Aéropostale, courrier du ciel de Gilles Grangier : Dabry
- 1982 : De bien étranges affaires, épisode Lourde Gueuse de Jean-Luc Miesch : William
- 1989 : Commissaire Moulin, épisodes Paris 18e et Honneur et Justice d'Yves Rénier : Bernouilly
- 1991 : Le Roi Mystère de Paul Planchon
- 1998 : Commissaire Moulin, épisode Silence radio d'Yves Rénier : Duval
- 2002 : Commissaire Moulin, épisode La Fliquette d'Yves Rénier : Merlet
- 2002 : Commissaire Moulin, épisode La Dernière Affaire : le patron du café Ronsard
- 2003 : Domisiladoré de Bruno Le Jean : Michel, le père
- 2005 : Commissaire Moulin, épisode Les Lois de Murphy d'Yves Rénier : Kastas. Et épisode Tension

## Doublage
Note : les dates en italique correspondent aux sorties initiales des films pour lesquels Patrick Poivey a participé au redoublage.

### Cinéma

#### Films
- Bruce Willis[n 2] dans :
  - Meurtre à Hollywood (1988) : Tom Mix
  - Piège de cristal (1988) : John McClane
  - Un héros comme tant d'autres (1989) : Emmett Smith
  - Allô maman, ici bébé (1989) : Mikey (version LaserDisc et TV)
  - 58 minutes pour vivre (1990) : John McClane
  - Le Bûcher des vanités (1990) : Peter Fallow
  - Hudson Hawk, gentleman et cambrioleur (1991) : Hudson Hawk
  - Billy Bathgate (1991) : Bo Weinberg
  - Pensées mortelles (1991) : James Urbanski
  - Le Dernier Samaritain (1991) : Joe Hallenbeck
  - La mort vous va si bien (1992) : Dr Ernest Menville
  - Piège en eaux troubles (1993) : le sergent Tom Hardy
  - Pulp Fiction (1994) : Butch Coolidge
  - Color of Night (1994) : Bill Capa
  - Groom Service (1995) : Leo
  - L'Armée des douze singes (1995) : James Cole
  - Une journée en enfer (1995) : John McClane
  - Dernier Recours (1996) : John Smith
  - Le Chacal (1997) : le Chacal
  - Code Mercury (1998) : Art Jeffries
  - Jackie Chan : My Story (1998) : lui-même
  - Armageddon (1998) : Harry S. Stamper
  - Couvre-feu (1998) : le général William Devereaux
  - Breakfast of Champions (1999) : Dwayne Hoover
  - Franky Goes to Hollywood (1999) : lui-même
  - Sixième Sens (1999) : Malcolm Crowe
  - Mon voisin le tueur (2000) : Jimmy Tudeski
  - Sale Môme (2000) : Russell Duritz
  - Incassable (2000) : David Dunn
  - Bandits (2001) : Joe Blake
  - Mission Évasion (2001) : le colonel William A. McNamara
  - Les Larmes du Soleil (2003) : le lieutenant Waters
  - Charlie's Angels 2 (2003) : William Rose Bailey
  - Mon voisin le tueur 2 (2004) : Jimmy Tudeski
  - Ocean's Twelve (2004) : lui-même
  - Otage (2005) : Jeff Talley
  - Sin City (2005) : l'inspecteur John Hartigan
  - 16 blocs (2006) : Jack Mosley
  - Fast Food Nation (2006) : Harry Rydell
  - Slevin (2006) : M. Goodkat
  - Alpha Dog (2007) : Sonny Truelove
  - Dangereuse Séduction (2007) : Harrison Hill
  - Planète Terreur (2007) : le lieutenant Muldoon
  - Nancy Drew (2007) : lui-même
  - Die Hard 4 : Retour en enfer (2007) : John McClane
  - Panique à Hollywood (2008) : lui-même
  - Clones (2009) : Tom Greer
  - Top Cops (2010) : Jimmy Monroe
  - Expendables : Unité spéciale (2010) : M. Chapelle (caméo)
  - Red (2010) : Frank Moses
  - I'm Still Here (2011) : lui-même
  - Sans compromis (2011) : Mel
  - Sans issue (2012) : Martin Shaw
  - Moonrise Kingdom (2012) : le capitaine Sharp
  - Lady Vegas : Les Mémoires d'une joueuse (2012) : Dink Heimowitz
  - Expendables 2 : Unité spéciale (2012) : l'agent Church / Chapelle
  - Looper (2012) : Joe âgé
  - Fire with Fire : Vengeance par le feu (2012) : Mike Cella
  - Die Hard : Belle journée pour mourir (2013) : John McClane
  - G.I. Joe : Conspiration (2013) : le général Joseph « Joe » Colton
  - Red 2 (2013) : Frank Moses
  - Sin City : J'ai tué pour elle (2014) : John Hartigan
  - Rock the Kasbah (2015) : Bombai Brian
  - Extraction (2015) : Leonard Turner
  - Precious Cargo (2016) : Eddie Pilosa
  - Marauders (2016) : Jeffrey Hubert
  - Split (2017) : David Dunn (caméo)
  - L.A. Rush (2017) : Steve Ford
  - Acts of Violence (2018) : l'inspecteur James Avery
  - Death Wish (2018) : Dr Paul Kersey
  - Reprisal (2018) : James
  - Les Sentinelles du Pacifique (2018) : le colonel Jack Johnson
  - Glass (2019) : David Dunn
  - 10 Minutes Gone (2019) : Rex
  - Entre deux fougères, le film (2019) : lui-même
  - Brooklyn Affairs (2019) : Frank Minna
  - État de choc (2019) : Steve Wakes
  - Survivre (2020) : Frank

- Don Johnson[n 3] dans :
  - Dead Bang (1988) : Jerry Beck
  - Hot Spot (1990) : Harry Madox
  - Paradise (1991) : Ben Reed
  - L'Avocat du diable (1993) : David Greenhill
  - Moondance Alexander (2007) : Dante Longpre
  - Machete (2010) : Von Jackson
  - Bucky Larson : Super star du X (2011) : Miles Deep
  - Django Unchained (2013) : Spencer Gordon Bennet
  - Triple Alliance (2014) : Frank Whitten
  - Juillet de sang (2014) : Jim Bod
  - Vengeance (2017) : Jay Kirkpatrick
  - Section 99 (2017) : Warden Tuggs

- Tom Cruise[n 4] dans :
  - Top Gun (1986) : Pete « Maverick » Mitchell
  - La Couleur de l'argent (1986) : Vincent
  - Rain Man (1988) : Charlie Babbitt
  - Né un 4 juillet (1989) : Ron Kovic
  - Jours de tonnerre (1990) : Cole Trickle
  - Horizons lointains (1992) : Joseph Donnelly
  - La Firme (1993) : Mitch McDeere
  - Mission impossible (1996) : Ethan Hunt
  - Magnolia (1999) : Frank T.J. Macke
  - Austin Powers dans Goldmember (2002) : Tom Cruise jouant Austin Powers

- Mickey Rourke[n 5] dans :
  - Rusty James (1983) : le motard
  - 9 semaines 1/2 (1986) : John
  - L'Irlandais (1987) : Martin Fallon
  - L'Orchidée sauvage (1990) : James Wheeler
  - Harley Davidson et l'Homme aux santiags (1991) : Harley Davidson
  - Sables mortels (1992) : Gorman Lennox
  - Domino (2005) : Ed Mosbey

- Jeff Daniels dans :
  - Tendres Passions (1983) : Flap Horton
  - La Rose pourpre du Caire (1985) : Tom Baxter / Gil Shepherd
  - Dangereuse sous tous rapports (1986) : Charles Driggs
  - Radio Days (1987) : Biff Baxter
  - Good Night and Good Luck (2005) : Sig Mickelson

- James Belushi dans :
  - Le Proviseur (1987) : Rick Latimer
  - Voyageurs sans permis (1989) : Homer Lanza
  - Oublier Palerme (1990) : Carmine Bonavia
  - Flics sans scrupules (1997) : l'inspecteur Frank Divinci
  - Happy New Year (2011) : le dépanneur d'ascenseur

- Kenneth Branagh dans :
  - Peter's Friends (1992) : Andrew Benson
  - Beaucoup de bruit pour rien (1993) : Benedict
  - Othello (1995) : Iago
  - Looking for Richard (1996) : lui-même
  - Cinq enfants et moi (2003) : oncle Albert

- Gary Cole dans :
  - Ricky Bobby : Roi du circuit (2006) : Reese Bobby
  - Forever Strong (2008) : Larry Gelwix
  - Tammy (2014) : Earl
  - Contrôle parental (2018) : Ron

- Bill Murray dans :
  - Les Bleus (1981[n 6]) : John Winger
  - Tootsie (1982) : Jeff Slater
  - La Vie en plus (1988) : caméo (2e apparition)

- Michael Biehn dans :
  - Terminator (1984) : Kyle Reese
  - La Septième Prophétie (1988) : Russell Quinn
  - Streets of Blood (2009) : Michael Brown

- Kevin Costner dans :
  - Sens unique (1987) : Tom Farrell
  - Duo à trois (1988) : Crash Davis
  - Jusqu'au bout du rêve (1989) : Ray Kinsella

- Peter Stormare dans :
  - Suffer Island (2008) : Norman Hail
  - Hansel et Gretel : Witch Hunters (2013) : Shérif Berringer
  - Le Dernier Rempart (2013) : Burrell

- Terence Hill dans :
  - On l'appelle Trinita (1970) : Trinita
  - On continue à l'appeler Trinita (1971) : Trinita

- David Clennon dans :
  - La Chasse aux diplômes (1973) : Toombs
  - The Thing (1982) : Palmer

- Jeff Bridges dans :
  - Qui a tué mon cher mari ? (1979) : Jerry Green
  - Qui a tué le président ? (1979) : Nick Kegan

- Jonathan Banks dans :
  - Frances (1982) : l'auto-stoppeur
  - Mudbound (2017) : Pappy McAllan

- John Pankow dans :
  - Les Prédateurs (1983) : le 1er jeune dans la cabine téléphonique
  - Le Secret de mon succès (1987) : Fred Melrose

- Judge Reinhold dans :
  - Le flic était presque parfait (1986) : Joe Gower
  - Y a-t-il quelqu'un pour tuer ma femme ? (1986) : Ken Kessler

- Charlie Sheen dans :
  - Wall Street (1987) : Bud Fox
  - Les Indians (1989) : Rick Vaughn

- Harvey Keitel dans :
  - Le Dragueur (1987) : Alonzo Scolara
  - The Ridiculous 6 (2015) : Smiley Harris

- Emilio Estevez dans :
  - Young Guns (1989) : William H. Bonney alias « Billy The Kid »
  - Young Guns 2 (1990) : William H. Bonney alias « Billy The Kid »

- Mark Harmon dans :
  - Presidio (1988) : Jay Austin
  - Freaky Friday : Dans la peau de ma mère (2003) : Ryan

- Jason David Frank dans :
  - Power Rangers, le film (1995) : Tommy Oliver / Ranger blanc
  - Power Rangers Turbo, le film (1997) : Tommy Oliver / Ranger Turbo rouge

- Tom Arnold dans : 
  - Neuf mois aussi (1995) : Marty Dwier
  - Sexe, Lycée et Vidéo (2003) : Monsieur Lewis

- Kōji Yakusho dans :
  - Rétribution (2006) : l'nspecteur Noboru Yoshioka
  - 13 Assassins (2010) : Shinzaemon Shimada

- Bruce Boxleitner dans :
  - Tron (1982) : Alan Bradley/Tron
  - Immunité Diplomatique (en) (1991) : Cole Hickel

- 1942[n 7] : Le Cygne noir : le capitaine Blaine (John Burton)
- 1971[n 8] : Panique à Needle Park : Bobby (Al Pacino)
- 1974[n 9] : Massacre à la tronçonneuse : l'auto-stoppeur (Edwin Neal) (1er doublage)
- 1972 : Bertha Boxcar : Rake Brown (Barry Primus)
- 1976 : Transamerica Express : Un des hommes allant à la convention (Steve Weston)
- 1977 : La Guerre des étoiles : voix d'un officier impérial à la radio
- 1977 : On m'appelle Dollars : Joe, le shérif adjoint (Denver Mattson)
- 1978 : Un mariage : le serveur à la réception du mariage[Qui ?]
- 1979[n 10] : Apocalypse Now : le sergent Le Fevre (Yvon LeSeaux)
- 1979 : Amityville : La Maison du diable : Jeff (Michael Sacks)
- 1979 : Tim : Tim (Mel Gibson)
- 1979 : Scum : Carlin (Ray Winstone)
- 1979 : Le Piège : Jerry (Jon Van Ness)
- 1979 : Que le spectacle commence : un danseur et un médecin[Qui ?]
- 1979 : Passeur d'hommes : le fils gitan (Robert Rhys)
- 1979 : Cité en feu : Herman Stover (Jonathan Welsh)
- 1979 : Le Vainqueur : Kenny Warren (Gordon Clapp) et Chuck Stone (Philip Akin)
- 1979 : L'Infirmière de nuit : le DJ de la boîte de nuit (Lucio Montanaro)
- 1979 : Quadrophenia : Jimmy (Phil Daniels)
- 1980 : Fame : Larry Johnson (Gene Anthony Ray)
- 1980 : La Fureur du juste : A.J. (Art Hindle (en))
- 1980 : Pulsions : Cleveland Sam (Brandon Maggart)
- 1980 : Un drôle de flic : un officier de Police
- 1980 : Galaxina : Buzz (James David Hinton)
- 1980 : Garçonne : Cabby (Carl Nelson)
- 1980 : Au-delà de la gloire : un soldat[Qui ?] (1er doublage)
- 1980 : Le Droit de tuer : Frankie (Dennis Boutsikaris)
- 1980 : La Fureur sauvage : « Pur-Sang fougueux » (David Ackroyd)
- 1980 : Faut s'faire la malle : Rory Schullebrand (Georg Stanford Brown)
- 1980 : Atlantic City : Dave Matthews (Robert Joy)
- 1980 : La Plage sanglante : Harry Caulder (David Huffman)
- 1981 : Vivre vite ! : Pablo (José Antonio Valdelomar)
- 1981 : L'Anti-gang : Smiley (Darryl Hickman)
- 1981 : Das Boot : Chef Bosunn (Uwe Ochsenknecht) (1er doublage)
- 1981 : La Nuit de l'évasion : Guenter Wentzel (Beau Bridges)
- 1981 : Le Prince de New York : Michael Blomberg (Michael Beckett)
- 1981 : Looker : Réalisateur (Terry Kiser)
- 1981 : La Mort au large : Peter Benton (James Franciscus)
- 1981 : La Vie en mauve : John Nevins (Charles Siebert)
- 1981 : La Ferme de la terreur : Jim Schmidt (Douglas Barr)
- 1981 : Cannibal Ferox : Rudy Davis (Danilo Mattei)
- 1981 : Incubus : Tim Galen (Duncan McIntosh)
- 1982 : Firefox, l'arme absolue : garde douche (Lev Mailer)
- 1982 : Fitzcarraldo : un missionnaire (Dieter Milz)
- 1982 : Capitaine Malabar dit La Bombe : Ossario (Nando Paone)
- 1982 : Diner : Edward « Eddie » Simmons (Steve Guttenberg)
- 1982 : Megaforce : Dallas (Michael Beck)
- 1982 : Horreur dans la ville : Dr Tom Halman (Ron Silver)
- 1982 : Un justicier dans la ville 2 : Jiver (Stuart K. Robinson)
- 1982 : Frère de sang : Duane Bradley (Kevin Van Hentenryck)
- 1982 : Les Guerriers du Bronx : Hans (Joshua Sinclair)
- 1983 : Escroc, Macho et Gigolo : Sergent Haig (Billy Garrigues)
- 1983 : La Foire des ténèbres : Narrateur (Arthur Hill)
- 1983 : La Quatrième Dimension : Walter Paisley (Dick Miller)
- 1983 : Flashdance : Johnny C. (Lee Ving)
- 1983 : Œil pour œil : Kayo (Robert Beltran)
- 1983 : Octopussy : l'aide de camp (Richard LeParmentier)
- 1983 : Bonjour les vacances... : l'employé du motel (James Staley)
- 1983 : Les Dents de la mer 3 : Michael Brody (Dennis Quaid)
- 1983 : Class : Franklin « Skip » Burroughs IV (Rob Lowe)
- 1984 : Une défense canon : Jeff (David Rasche)
- 1984 : Philadelphia Experiment : David Herdeg (Michael Paré)
- 1984 : Les Rues de feu : Billy Fish (Rick Moranis)
- 1984 : La Nuit de la comète (Night of the Comet) de Thom Eberhardt : Hector Gomez (Robert Beltran)
- 1984 : Le Kid de la plage : Jeffrey Willis (Matt Dillon)
- 1984 : Vendredi 13 : Chapitre final : Axel Burke (Bruce Mahler)
- 1984 : Alphabet City : Johnny (Vincent Spano)
- 1984 : Amadeus : Emanuel Schikaneder (Simon Callow) (1er doublage)
- 1984 : Dune : Piter De Vries (Brad Dourif)
- 1984 : Attention les dégâts ! : un musicien annonçant l'arrivée de Greg Wonder[Qui ?]
- 1984 : Splash : Tim, le portier (Tony Di Benedetto) et le père d'Allen et Freddie (Bill Smitrovich)
- 1984 : Tank : le caporal Harris (Jordan Williams)
- 1984 : Top secret ! : la Torche (Christopher Villiers)
- 1984 : Exterminator 2 : un membre du gang de X (Mark Buntzman)
- 1984 : Break Street 84 : Franco (Ben Lokey)
- 1984 : Mission finale : Vince Deacon (Richard Young)
- 1984 : Les Rues de l'enfer : Jake (Robert Dryer)
- 1985 : Perfect : Mark Roth (Jann Wenner)
- 1985 : À double tranchant : Bobby Slade (Marshall Colt)
- 1985 : Thunder Alley (Rockstar) : Richie (Roger Wilson)
- 1985 : Police fédérale Los Angeles : Richard Chance (William Petersen)
- 1985 : Profession : Génie : Chris Knight (Val Kilmer)
- 1985 : Sale temps pour un flic : Doc (Ronnie Barron)
- 1986 : La Loi de Murphy : Tony Vincenzo (Chris DeRose)
- 1986 : Le Sixième Sens : Francis Dollarhyde (Tom Noonan)
- 1986 : Soul Man : Gordon Bloomfeld (Arye Gross)
- 1986 : Le Maître de guerre : Sergent Fragetti (Vincent Irizarry)
- 1986 : Platoon : Sergent Red O'Neill (John C. McGinley)
- 1986 : Karaté Kid : Le Moment de vérité 2 : Chozen (Yuji Okumoto)
- 1986 : Stand by Me : Eyeball Chambers (Bradley Gregg (en))
- 1986 : Vendredi 13 : Jason le mort-vivant : Steven (Roger Rose)
- 1986 : La Dernière Passe : Reno Hightower (Kurt Russell)
- 1986 : Deux flics à Chicago : Tony Montoya (Jon Gries)
- 1986 : That's Life! : Josh Fairchild (Chris Lemmon (en))
- 1986 : Link : Dennis (Richard Garnett)
- 1986 : Banco : Osgood (Wendell Burton)
- 1987 : 260 chrono : Benjy Taylor (D. B. Sweeney)
- 1987 : Une chance pas croyable : Weldon (Anthony Heald)
- 1987 : Le Matraqueur des rues : Casper (William Sanderson)
- 1987 : Beauté fatale : Getz (Charles Hallahan)
- 1987 : RoboCop : Bob Morton (Miguel Ferrer)
- 1987 : Time Guardian : Ballard (Tom Burlinson)
- 1987 : Faux Témoin : Terry Lambert (Steve Guttenberg)
- 1987 : Le Pacte : Larry Cotton (Andrew Robinson)
- 1987 : Le Dernier Empereur : le gardien au porte-voix accueillant les prisonniers[Qui ?]
- 1987 : Extrême Préjudice : Declan Patrick Coker (Matt Mulhern)
- 1987 : Traquée : Inspecteur Mike Keegan (Tom Berenger)
- 1988 : Un trop bel alibi : Leif (Daniel Baldwin)
- 1988 : Working Girl : Tim Draper (Timothy Carhart)
- 1988 : Rien à perdre : Frank Roberts Jr (Richard Gere)
- 1988 : La Légende du saint buveur : Andreas Kartak (Rutger Hauer)
- 1988 : La Main droite du diable : Wes (Ted Levine)
- 1988 : Flic ou Zombie : Doug Bigelow (Joe Piscopo)
- 1988 : La Vie en plus : Blind Boy Grunt (Paul Gleason)
- 1988 : Double Détente : Gallagher (Richard Bright)
- 1989 : L'Adieu au roi : capitaine Nigel Fairbourne (Nigel Havers)
- 1989 : Do the Right Thing : Mookie (Spike Lee)
- 1989 : Le Cuisinier, le voleur, sa femme et son amant : Mitchel (Tim Roth)
- 1990 : Danse avec les loups : Captaine Cargill (Michael Horton)[11]
- 1990 : The Last of the Finest : Ricky Rodriguez (Jeff Fahey)
- 1992 : Chaplin : Mack Sennett (Dan Aykroyd)
- 1992 : Jeux de guerre : Owens (Alun Armstrong)
- 1992 : Article 99 : Dr. Peter Morgan (Kiefer Sutherland)
- 1992 : Le Dernier des Mohicans : Nathanael « Hawkeye » Poe (Daniel Day-Lewis)
- 1993 : Cliffhanger : Traque au sommet : Ryan (Gregory Scott Cummins)
- 1993 : Le Fils de la Panthère rose : Hans Zarba (Robert Davi)
- 1993 : Sacré Robin des Bois : Shérif de Rotingham (Roger Rees)
- 1994 : Freefall : Chute libre : Ed Jacobs (Ted Le Plat)
- 1995 : Nixon d'Oliver Stone : H. R. Haldeman (James Woods)
- 1995 : Casino : Croupier de la table de Nicky Santoro (Maël Schweighardt)
- 1996 : Sling Blade : Doyle Hargraves (Dwight Yoakam)
- 1996 : Hunter : Leif Bäckström (Lennart Jähkel)
- 2001 : Le Tunnel : Harry Melchior (Heino Ferch)
- 2003 : Tempo : Walter Shrenger (Malcolm McDowell)
- 2005 : Le Monde de Narnia : Le Lion, la Sorcière blanche et l'Armoire magique : Renard (voix) (Rupert Everett)
- 2006 : Enfants non accompagnés : Oliver Porter (Lewis Black)
- 2008 : Outpost : McKay (Michael Smiley)
- 2011 : Zookeeper : Barry l'éléphant (Judd Apatow) (voix)
- 2013 : Shérif Jackson : Kingfisher (Luce Rains)
- 2014 : God's Pocket : Ray (Bill Buell)
- 2020 : Le Voyage du Docteur Dolittle : le lapin (Joseph Balderrama) (voix)

#### Courts métrages
- 2011 : The Black Mamba : M. Suave (Bruce Willis)
- 2017 : On s'est fait doubler ! : la première voix de Marc (Sylvain Urban)

#### Films d'animation
- 1942[12] : Dingo champion olympique : le commentateur de basket-ball
- 1955 : La Belle et le Clochard : Clochard (2e doublage, 1989)
- 1971[13] : Babar en Amérique : le producteur (court-métrage)
- 1977 : Les Cygnes sauvages : le Prince
- 1979 : Les Trois Mousquetaires de l'Espace : Koundari
- 1980 : Cyborg 009: La Légende des super-galactiques : Siegfried/004
- 1981 : Les Aventures de Panda : Pintchi
- 1982 : Les Malheurs de Heidi : Willy
- 1989 : Oliver et Compagnie : Roublard
- 1991 : Roujin Z : Terada (1er doublage, 1995)
- 1993 : Patlabor 2 : Hiromi Yamazaki / Shigeki Arakawa
- 1994 : Felidae : Francis
- 1996 : Bruno the Kid: The Animated Movie : Bruno
- 1998 : 1 001 Pattes : Marcel
- 2000 : Chicken Run : Rocky (version DVD)
- 2002 : L'Enfant qui voulait être un ours : le père inuit
- 2003 : Les Razmoket rencontrent les Delajungle : Spike
- 2009 : Mission-G : Darwin
- 2012 : Madagascar 3 : Bons baisers d'Europe : Freddie
- 2013 : Le Manoir magique : Jack
- 2014 : Planes 2 : Nick "Loopin" Lopez
- 2015 : Mune : Le Gardien de la Lune : Phospho
- 2016 : Dofus, livre 1 : Julith : Dardondakal
- 2019 : La Grande Aventure Lego 2 : Bruce Willis

### Télévision

#### Téléfilms
- Heino Ferch dans :
  - Les Tableaux de l'enfer (1999) : Peter Bender
  - Napoléon (2002) : Armand de Caulaincourt
  - Le Lion (2003) : Julien Keller
  - D'Artagnan et les Trois Mousquetaires (2005) : Athos
  - Troie, la cité du trésor perdu (2007) : Heinrich Schliemann

- Kyle MacLachlan dans :
  - Twin Peaks: Fire Walk with Me (1992) : l'agent Dale Cooper
  - Le Prix de l'éternité (2000) : Dennis Conway
  - Les Aventures de Flynn Carson : Le Mystère de la lance sacrée (2004) : Edward Wilde
  - L'Île mystérieuse (2005) : le capitaine Cyrus Smith

- Perry King dans :
  - Mariage mortel (2001) : Robert Steward
  - L'Ombre d'une rivale (2005) : William Costigan
  - Un foyer pour l'amour (2005) : Cooper
  - Une sœur dangereuse (2007) : Jason

- Joe Penny dans :
  - Le Serment du sang (1987) : Edward Moran
  - Au nom de la vérité (1994) : Ron Rickman
  - Victime du silence (1996) : Dr Roger Nolton

- Bruce Willis dans :
  - Assassinat d'un président (2008) : Jared T. Kirkpatrick
  - Braqueurs (2011) : Jack Biggs
  - First Kill (2017) : Marvin Howell

- John Ritter dans :
  - Agent orange (1986) : Frank Coleman
  - Le rêveur d'Oz : l'histoire de L.Frank Baum (1990) : Lyman Frank Baum

- Christoph M. Ohrt dans :
  - L'Ultime Voyage (1997) : Bernard Sicard
  - Légende maléfique (1999) : Marc Fölster

- Daniel Baldwin dans :
  - Un trop bel alibi (2000) : Rick
  - Chantage mortel (2003) : le maire Block

Mais aussi :
- 1970 : Le Masque de Sheba : Travis Comanche (Stephen Young)
- 1975 : The Kansas City Massacre : Ray, un policier[Qui ?]
- 1979 : Le Retour des Mystères de l'Ouest : Dr Miguelito Loveless Jr. (Paul Williams)
- 1979 : Comme un homme libre : Larry « Rain » Murphy (Peter Strauss)
- 1980 : Viol et mariage, un cas de conscience : John Rideout (Mickey Rourke)
- 1980 : Le Petit Lord Fauntleroy[14] : Dick (Rolf Saxon)
- 1987 : Mission bionique : Jim Castillian (Lee Majors II)
- 1987 : Le Mystère de la Baie : Jerry Lebon (Tim Matheson)
- 1987 : Le matraqueur des rues : Casper (William Sanderson)
- 1989 : Le Secret de Château Valmont : Jock Hampton (Bruce Boxleitner)
- 1989 : On a tué mes enfants : Lew Lewiston (Ryan O'Neal)
- 1990 : Trop jeune pour mourir : Billy Canton (Brad Pitt)
- 1990 : Le cas Morrison : massacre au Texas : Rick Slocum (Marco Perella)
- 1990 : Homicide volontaire : Charles Stuart (Ken Olin)
- 1991 : Le monstre d'acier : Catesby Jones (Alex Hyde-White)
- 1993 : Désigné coupable : Peter Hudson (Tim Matheson)
- 1993 : Voyage : Gil Freeland (Eric Roberts)
- 1994 : Deux coupables pour un crime : John Watson (William Converse-Roberts)
- 1995 : Scalpel : Willy Knapp (Harvey Don)
- 2000 : L'amour en question : Dennis Raphael (Martin Donovan)
- 2003 : La chute des héros : Benjamin Tyson (Don Johnson)
- 2008 : Un cœur à l'écoute : Dan Miller (Jeff Daniels)

#### Séries télévisées
- Gary Cole dans :
  - Jack Killian, l'homme au micro (1988-1991) : Jack « Nighthawk » Killian
  - The Practice : Donnell et Associés (1999-2001) : Solomon Tager
  - Les anges du bonheur (2000) : Charlie Radcliff (saison 6, épisode 26)
  - Monk (2003) : Dexter Larsen (saison 2, épisode 8)
  - Wanted (2005) : le lieutenant Conrad Rose
  - Supernatural (2007) : Brad Redding (saison 2, épisode 18)
  - Entourage (2008-2010) : Andrew Klein
  - Numb3rs (2009) : Shepard Crater (saison 4, épisode 1)
  - The Good Wife (2010-2016) : Kurt McVeigh
  - Royal Pains (2012) : Simon Braddock (Saison 4, épisode 10)
  - Veep (2013-2017) : Kent Davison (1er voix, saisons 2 à 6)
  - The Good Fight (2017-2018) : Kurt McVeigh (1er voix, saisons 1 et 2)
  - Chicago Fire (2018) : Chef Carl Grissom  (1re voix, saison 6)

- Kyle MacLachlan dans :
  - Twin Peaks (1990-1991, 2017) : Agent Dale Cooper
  - Sex and the City (2000-2002) : Trey Mac Dougal
  - New York, unité spéciale (2004) : Brett Morton (Saison 6, épisode 6)
  - Desperate Housewives (2006-2012) : Orson Hodge
  - New York, unité spéciale (2011) : Andrew Raines (Saison 13, épisode 3)
  - Made in Jersey (2012) : Donovan Stark
  - The Good Wife (2013-2014) : Josh Perrotti
  - Believe (2014) : Dr Roman Skouras
  - Marvel : Les Agents du SHIELD (2014-2015) : Calvin Zabo (Saison 2, 12 épisodes)

- Don Johnson dans :
  - Les Rues de San Francisco (1976) : Officier Larry Wilson (saison 5, épisode 9)
  - Deux flics à Miami (1984-1990) : l'inspecteur James « Sonny » Crockett
  - Nash Bridges (1996-2001) : le lieutenant Nash Bridges
  - Kenny Powers (2010-2012) : Eduardo Sanchez
  - Une nuit en enfer, la série (2014-2015) : shérif Earl McGraw
  - Sick Note (depuis 2017) : Kenny West (6 épisodes - en cours)
  - LA to Vegas (2018) : Jack Silver (saison 1, épisode 11)
  - Watchmen (2019) : Judd Crawford (2 épisodes)

- Peter Stormare dans :
  - Prison Break (2005-2006) : John Abruzzi (saisons 1 et 2)
  - NCIS : Los Angeles (2012) : Interpol Agent Martin Källström (saison 3, épisode 15)
  - Les Experts (2007) : George « Binky » Babinkian (saison 7, épisode 21)
  - Monk (2008) : Petya Lovak (saison 6, épisode 14)
  - Hawaii 5-0 (2010) : Drago Zankovic (saison 1, épisode 2)
  - Blacklist (2014) : Milos « Berlin » Kirchoff

- Bruce Willis dans :
  - Clair de lune (1985-1989) : David Addison Jr.
  - Dingue de toi (1997) : Lui-même (Saison 5, épisode 24)
  - Ally McBeal (1999) : Dr Nickle (Saison 2, épisode 12)
  - Friends (2000) : Paul Stevens
  - That '70s Show (2005) : Vic (Saison 8, épisode 4)

- Perry King dans :
  - Riptide (1984-1986) : Cody Allen
  - Titans (2000) : Richard Williams
  - Brothers and Sisters (2007) : Curtis Jones (Saison 1, épisode 19)

- Jason David Frank dans :
  - Power Rangers : Mighty Morphin (1993-1995) : Tommy Oliver / Ranger vert / Ranger blanc
  - Power Rangers : Zeo (1996) : Tommy Oliver / Ranger rouge
  - Power Rangers : Turbo (1997) : Tommy Oliver / Ranger rouge

- Joe Penny dans :
  - Destins croisés (1999) : Flash Jericho / David Lazarus (Saison 1, épisode 7)
  - La loi est la loi (1987-1992) : Jake Styles

Mais aussi :
- 1975 : Dossiers brûlants : le sergent Orkin (Dwayne Hickman) (saison 1, épisode 19 - doublé en 1989)
- 1978 : Le Renard : Roditz (Hanno Pöschl) (Saison 2, épisode 2 : Musique de nuit)
- Inspecteur Derrick :
  - 1984 : Willi Anholt (Volker Eckstein) (ép. 121 : Le premier de la classe)
  - 1985 : Joachim Lutze (Ekkehardt Belle) (ép. 124 : La trompette)
  - 1986 : Hans Müller-Brode (Karl-Michael Vogler) (ép. 141 : Le charme des Bahamas)
  - 1986 : Jakob Lohbach (Klaus Löwitsch) (ép. 143 : Froideur)
  - 1988 : Horst Wilke (Claude-Oliver Rudolph) (ép. 159 : L'oiseau volant)
  - 1988 : Klaus Ohne alias Gregor Wegmüller (Amadeus August) (ép. 164 : Une affaire énorme)
  - 1990 : Ingo Wolf (Heiner Lauterbach) (ép. 188 : Alina Malikowa)
  - 1997 : Walter Ahrens (Daniel Friedrich (de)) (ép. 271 : Enfance volée)
- 1981-1984 : Fame : Leroy Johnson (Gene Anthony Ray) (1re voix, saison 1 à 3)[n 11]
- 1982-1989 : Dynastie : Adam Carrington (Gordon Thomson puis Robin Sachs)
- 1984 : Supercopter : « Stringfellow » Hawke (Jan-Michael Vincent) 1re voix[n 12]
- 1984-1985 : Charles s'en charge : Stan Pembroke (James Widdoes)
- 1985 : Histoires fantastiques : Byron Sullivan (Harvey Keitel) (Saison 1, épisode 12)
- 1985 : La Cinquième Dimension : Bill (Robert Klein) (Saison 1, épisode 2)
- 1985 : Kane & Abel : Abel Rosnovski (Peter Strauss) (mini-série)
- 1986 : Un cas pour deux : Rainer Fasold (Manfred Zapatka) (Saison 6, épisode 9 : Le Rêve de Fasold)
- 1986 : Monte Carlo : Christopher Quinn (Malcolm McDowell)
- 1987-1988 : Private Eye : Jack Cleary (Michael Woods)
- 1987-1990 : L'Enfer du devoir : Alberto Ruiz (Ramón Franco)
- 1988 : Un cas pour deux : Dr Rainer Franck (Rainer Hunold) (1re voix)
- 1990 : Columbo : sergent Brady (Tom Isbell (es)) (saison 9 épisode 4 : L'Enterrement de Madame Columbo)
- 1991 : Les Contes de la crypte : Dr Martin Fairbanks (Beau Bridges) (Saison 3, épisode 4)
- 1991 : Les Contes de la crypte : Abel (Anthony LaPaglia) (Saison 3, épisode 13)
- 1991-1993 : Street Justice : Grady Jameson (Bryan Genesse)
- 1992 : Lucky Luke : Averell Dalton (Fritz Sperberg)
- 1992 : 2000, avenue de l'océan : Roger Tabor (Michael T. Weiss)
- 1992-1993 : Le Prince de Bel-Air : Le livreur ( ? ) et un invité de la fête ( ? ) (saison 4, épisode 1), le journaliste ( ? ) (saison 4, épisode 4) et voix additionnelles
- 1993-1997 : Homicide : l'inspecteur Beau Felton (Daniel Baldwin)
- 1993-1995 : Power Rangers : Mighty Morphin : Zordon / Goldar / voix additionnelles
- 1993 : Le Renard : Hans Brinkmar (Helmut Zierl (de)) (Saison 17, épisode 5 : Corruption)
- 1994 : Columbo : Wade Anders (George Hamilton) (Saison 10, épisode 2 : Attention : Le meurtre peut nuire à la santé)
- 1994 : Melrose Place : Dr Dan Miller (Erich Anderson)
- 1995 : Le Renard : Eric Pohl (Thomas Fritsch) (Saison 19, épisode 11 : Tentative de meurtre)
- Siska :
  - 1999 : Rüdiger Haug (Helmut Zierl (de)) (Saison 2, épisode 11)
  - 2000 : Bernd Teske (Helmut Zierl (de)) (Saison 3, épisode 7)
- 2002 : Stargate SG-1 : Numéro 1 (Ian Buchanan) (Saison 6, épisode 12)
- 2005-2006 : Deadwood : Steve Fields (Michael Harney)
- 2005-2007 : Medium : le capitaine Kenneth Push (Arliss Howard)
- 2006 : Lucky Louie : Louie (Louis C.K.)
- 2006 : The Shield : Detective Paul Reyes (Paul Ben-Victor)
- 2007-2009 : Pushing Daisies : narrateur (Jim Dale)
- 2009 : Les Experts : Manhattan : Robert Dunbrook (Craig T. Nelson)
- 2009 : Lie to Me : Kevin Warren (Fredric Lehne) (saison 1, épisode 9)
- 2010-2011 : Drop Dead Diva : juge Nolan Murphy (Tony Vaughn)
- 2011-2012 : Luck : Marcus Becker (Kevin Dunn)
- 2013 : Elementary : Inspecteur Lestrade (Sean Pertwee)
- 2016 : The Ranch : Jerry (Martin Mull) (invité, saison 1)
- 2017-2019 : The Deuce : Rudy Pipilo (Michael Rispoli)

#### Séries d'animation
- 1983 : Les Mystérieuses Cités d'or : Un soldat espagnol (épisode 10)
- 1985 : Pole Position : Greg Dumont (épisode 1)
- 1985-1988 : Les Entrechats : Rif Raf
- 1985 : Clémentine : Le narrateur (épisodes 7 à 26)
- 1986 : Jayce et les Conquérants de la lumière : Dr Zorg (épisode 63) / Aragon (épisode 65)
- 1986 : Le Sourire du dragon : Lukion
- 1986-1990 : Cosmocats : Starlion
- 1987 : Dans les Alpes avec Annette : Dr Moulin / César
- 1988-1989 : Gu Gu Ganmo[15] : Le père d'Arti / Valentin (voix de remplacement, épisode 3)
- 1989 : Grand Prix[16] : Nicky (épisodes 7 et 8)
- 1991 : Tobikage[17] : Narrateur / Dock / Calex
- 1991-2004 : Les Razmoket : Olivier De La Tranche (premiers épisodes)
- 1992-1993 : La Légende de Prince Vaillant : Prince Vaillant (1re voix)
- 1993 : X-Men : Colossus (1re voix) / Angel (1re voix) / Avalanche (1re voix)
- 1994 : Davy Crockett[18] : Davy Crockett
- 1994 : Pygmalion[19] : Léo et Aznus
- 1996-1999 : Kangoo : Napo
- 1996 : Black Jack (2e doublage, 2007) : L'aubergiste (OAV 10)
- 1998 : Les Tribulations du Cabotin : Rocky
- 2000-2002 : Les Kangoo aux Jeux : Napo
- 2004 : Game Over (en) : Turbo
- 2006-2007 : Team Galaxy : Le proviseur Kirkpatrick, Ibak, Macdougall 3XPF et voix additionnelles
- 2010-2013 : Star Wars: The Clone Wars : Lauli Wahlo (épisode 33) / Silood (épisode 37) / Priego (épisode 96)
- 2013-2016 : Turbo FAST : Rudy Guane
- 2014 : Archer : Bishop (saison 2) / La Chuffre (saison 2) / Rip Riley (saison 3)

### Jeux vidéo
- 1995 : The Dig : Boston Low
- 1996 : Tomb Raider : le sbire à l'uzi (Skater kid)
- 1996 : Urban Runner : Max
- 1996 : Archimedean Dynasty : Emerald «DeadEye» Flint
- 1998 : Starcraft : VCS
- 1998 : Apocalypse : Trey Kincaid
- 1999 : Unreal Tournament : voix homme 2
- 1999 : Outcast : Cutter Slade
- 2000 : Die Hard Trilogy 2: Viva Las Vegas : John Mc Clane
- 2000 : Need for Speed: Porsche 2000 : voix-off lors des courses
- 2000 : Giants: Citizen Kabuto : Baz
- 2001 : Serious Sam : Premier Contact : Serious Sam
- 2002 : Die Hard: Vendetta : John McClane
- 2002 : Die Hard : Piège de cristal : John McClane
- 2002 : Serious Sam : Second Contact : Serious Sam
- 2003 : Mission: Impossible - Operation Surma : Ethan Hunt
- 2003 : Tron 2.0 : Alan Bradley
- 2003 : Le Monde de Nemo : Crush
- 2004 : Serious Sam: Next Encounter : Serious Sam
- 2004 : The Moment of Silence : Peter Wright
- 2005 : Serious Sam II : Serious Sam
- 2005 : Kingdom Hearts 2 : Tron
- 2010 : Prison Break: The Conspiracy : John Abruzzi
- 2013 : Diggs Nightcrawler : Diggs Nightcrawler
- 2013 : Call of Duty : Ghosts : Houston (campagne)
- 2017 : Wolfenstein II: The New Colossus : B. J. Blazkowicz
- 2017 : Outcast : Second Contact : Cutter Slade
- 2019 : Wolfenstein: Youngblood : B. J. Blazkowicz

### Web-série
- 2017 : SaturdayMan : Le Troll

### Direction artistique
Note : les dates en italique correspondent aux sorties initiales des films pour lesquels Patrick Poivey a participé au redoublage.
Séries télévisées
- 1990-1991 : Twin Peaks

## Voix-off

### Télévision
- Bref : « Je » (Kyan Khojandi) ayant la voix de Bruce Willis (saison 1, épisode 24, Bref. J'ai fait un rêve)
- Flics et Furieux
- Tellement People
- À couper le souffle
- Voyage aux confins de l'univers (2008) - documentaire
- L'Incroyable Aventure de Big Al (The Ballad of Big Al), épisode spécial de Sur la terre des dinosaures
- Les Guignols de l'info : la marionnette de Bruce Willis dans la pub « En Amérique, la guerre en Irak, c'est automatique » (émission spéciale Guerre en Irak)
- Le Bal des Enfoirés
- Terre sous influence (Endemol)
- Quatre mariages pour une lune de miel
- Pawn Stars, les rois des enchères
- Le Royaume du crabe de cocotier, National Geographic 2019

### Radio
- Rire et Chansons
- Fun Radio
- Vibration
- Voltage
- Alouette FM
- Mistral FM
- RadioSurf (webradio)
- Plein Air (radio)
- Radio Xtreme (webradio)
- Radio Manche
- Radio RVM
- VivaCité Belgique (voix off émission C'est vous qui le dites)

### Publicités
- Molotov
- Pedigree
- StarPeople
- Apéricube
- Sanytol
- OXO (Française des jeux)
- Leerdammer
- Kia Motors
- Andros
- Panasonic : TV 600 Hz
- Premibel Parquet : le commissaire
- Gillette : le mécanicien
- Pathé : carte de fidélité
- Intermarché
- Oscaro
- Petits Filous
- McDonald's : Bagels Stories
- AutoReflex.com
- LesFurets.com
- Crédit mutuel : voix du chien
- Lego City Undercover
- Devenez vous-même

### Autres
- Futuroscope : voix du film pour cinéma dynamique EcoDingo (2009)
- Disneyland Paris : voix dans la file d'attente de Crush's Coaster
- Cannes : voix française du petit train touristique (été 2014)
- Narrateur des documentaires de La Vie du rail et du centre audiovisuel de la SNCF
- Brice : voix du coach mode pour la web-série Un coach pas comme les autres[20]
- Robosapien V2 par WowWee : voix française du jouet.

- Armageddon : Acteur, déclamant un texte en incarnant Bruce Willis, pour une installation d'Art Contemporain conçue par Lola Meotti, 2018, Belgique, Biennale d'art de Thuin.